# Вильгортське сільське поселення
Вильго́ртське сільське поселення (рос. Выльгортское сельское поселение) — муніципальне утворення у складі Сиктивдинського району Республіки Комі, Росія. Адміністративний центр та єдиний населений пункт — село Вильгорт.

## Населення
Населення — 11946 осіб (2017, 10289 у 2010, 10211 у 2002, 8943 у 1989).